# Too Long
Too Long è il terzo singolo estratto da Yael Naim, Omonimo album di Yael Naim.

## Il video
Il video è girato da Laurent Seroussi, lo stesso regista di New Soul. In parte il videoclip viene girato al contrario e, oltre ad altre comparse, anche in questo video compare David Donatien, fedele compagno di Yael.

## Tracce
1. Too Long